# Tratado de Bardo

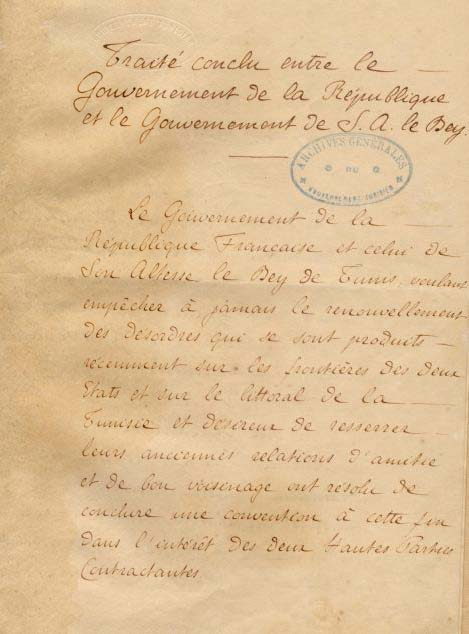
Primeira página do Tratado de Bardo

O Tratado de Bardo (ou Tratado de Al-Qasr as-Said, Tratado de Kasser Said) foi assinado em 12 de maio de 1881 entre os representantes da República Francesa e da Tunísia otomana do bey Muhammad Sadiq. A invasão da Argélia pela tribo tunisina Kroumer serviu de pretexto para as forças armadas francesas para invadir a Tunísia. Jules Ferry, o ministro francês das Relações Exteriores, conseguiu enviar uma força expedicionária francesa de aproximadamente 36 000 soldados para derrotar a tribo Kroumer. Os franceses encontraram pouca resistência de ambos, da tribo Kroumer e de Sadiq. Eventualmente, os franceses retiraram suas forças após a assinatura do tratado. No entanto, os termos do acordo deram à França a responsabilidade pela defesa e decisões de política externa da Tunísia. Doravante, Tunis tornou-se um protetorado francês.